# 타지키스탄 대통령
타지키스탄 공화국의 대통령(타지크어: Президенти Ҷумҳурии Тоҷикистон, 러시아어: Президент Республики Таджикистан)은 타지키스탄의 국가 원수이다.

## 타지키스탄의 지도자 (1924년 ~ 1991년)

### 타지크 자치 소비에트 사회주의 공화국 (1925년 ~ 1929년)

#### 공산당 타지크 지방 위원회 집행 서기장
- 치노르 이노모프 (1924년 ~ 1925년)
- 보리스 톨피고 (1925년 ~ 1927년)
- 무민 호자예프 (1927 ~ 1928)
- 알리 헤이다르 이바시 셰르보니 (1928년 ~ 1929년)
- 시린쇼 쇼테무르 (1929년 ~ 1929년 11월)

#### 중앙집행위원회 의장
- 누스라툴라 막숨 루트풀라예프 (1926년 ~ 1933년)

### 타지크 소비에트 사회주의 공화국(1929년 ~ 1991년)

#### 타지크 공산당 제1서기장
- 미르자 다부드 휘세이노프 (1929년 11월 ~ 1933년 11월 3일)
- 그리고리 브로이도 (1933년 11월 3일 ~ 1934년 1월 8일)
- 수렌 샤둔츠 (1934년 1월 8일 ~ 1937년 9월)
- 우룬보이 우슈투로프 (1937년 9월 ~ 1938년 3월)
- 드미트리 프로토포포프 (1938년 4월 ~ 1946년 8월)
- 보보존 가푸로프 (1946년 8월 16일 ~ 1956년 5월 24일)
- 투르순 울자바예프 (1956년 5월 24일 ~ 1961년 4월 12일)
- 자바르 라술로프 (1961년 4월 12일 ~ 1982년 4월 4일)
- 라흐몬 나비예프 (1982년 4월 4일 ~ 1985년 12월 14일)
- 카하르 마흐카모프 (1985년 12월 14일 ~ 1991년 9월 4일)

#### 중앙집행위원회 의장
- 누스라툴라 막숨 루트풀라예프 (1926년 12월 16일 ~ 1933년 12월 28일)
- 시린쇼 쇼테무르 (1933년 12월 28일 ~ 1936년 12월)
- 압둘로 라힘바예프 (1936년 12월 ~ 1937년 9월)
- 무나바르 샤가다예프 (1937년 9월 ~ 1938년 7월 13일)

#### 최고 소비에트 의장
- N. 아슈로프 (1938년 7월 13일 ~ 1938년 7월 15일)

#### 최고 소비에트 간부 위원회 의장
- 무나바르 샤가다예프 (1938년 7월 15일 ~ 1950년 7월 29일)
- 나자르쇼 도드후도예프 (1950년 7월 29일 ~ 1956년 5월 24일)
- 미르조 라흐마토프 (1956년 5월 24일 ~ 1963년 3월 28일)
- 마흐마둘로 홀로프 (1963년 3월 28일 ~ 1964년 1월 28일)
- 니조라모 자리포바
- + 블라디미르 오플란추크 (권한 대행) (1964년 1월 ~ 1964년 2월 17일)
- 가이브나사르 팔라예프 (1964년 2월 17일 ~ 1990년 4월 12일)

### 최고 소비에트 의장
- 카하르 마흐카모프 (1990년 4월 12일 ~ 1990년 11월 30일)

## 타지키스탄 공화국 (1991년 ~ 현재)

### 대통령
| 타지키스탄 공화국의 대통령                                      |                  |                  |                  |                                |
| 카하르 마흐카모프                                               |                  | 1990년 11월 30일 | 1991년 8월 31일  | 타지키스탄 공산당              |
| 이 간격 동안, 카드리딘 아슬로노프가 대통령 직무 대행이었다.     |                  |                  |                  |                                |
| 라흐몬 나비예프                                                 |                  | 1991년 9월 23일  | 1991년 10월 6일  | 타지키스탄 공산당              |
| 이 간격 동안, 아크바르쇼 이스칸드로프가 대통령 직무 대행이었다. |                  |                  |                  |                                |
| 라흐몬 나비예프                                                 |                  | 1991년 12월 2일  | 1992년 9월 7일   | 타지키스탄 공산당              |
| 이 간격 동안, 아크바르쇼 이스칸드로프가 대통령 직무 대행이었다. |                  |                  |                  |                                |
| 타지키스탄 공화국 최고의회 의장                                 |                  |                  |                  |                                |
| 에모말리 라흐몬                                                 |                  | 1992년 11월 20일 | 1994년 11월 16일 | 무소속 ↓ 타지키스탄 인민민주당 |
| 타지키스탄 공화국의 대통령                                      |                  |                  |                  |                                |
| 에모말리 라흐몬                                                 |                  | 1994년 11월 16일 | 1999년 11월 6일  | 타지키스탄 인민민주당          |
| 에모말리 라흐몬                                                 | 1999년 11월 6일  | 2006년 11월 6일  |                  | 타지키스탄 인민민주당          |
| 에모말리 라흐몬                                                 | 2006년 11월 6일  | 2013년 11월 16일 |                  | 타지키스탄 인민민주당          |
| 에모말리 라흐몬                                                 | 2013년 11월 16일 | 2020년 10월 30일 |                  | 타지키스탄 인민민주당          |
| 에모말리 라흐몬                                                 | 2020년 10월 30일 |                  |                  | 타지키스탄 인민민주당          |

## 같이 보기
- 타지키스탄의 총리